# Феликссон, Бьярни
Бьярни Феликссон (исл. Bjarni Felixson; 27 декабря 1936, Исландия — 14 сентября 2023, Копенгаген) — исландский футболист, по окончании карьеры работал спортивным журналистом.

## Биография

### Игровая карьера
На протяжении 12 сезонов играл за «Рейкьявик», в составе которого пять раз становился чемпионом Исландии, а также семь раз выиграл Кубок Исландии.
Был игроком сборной Исландии по футболу, сыграв за неё 6 матчей.

### Карьера журналиста
По окончании спортивной карьеры работал футбольным экспертом, а с 1972 года стал работать спортивным журналистом и футбольным комментатором на телевидении, а затем на радио. Феликссон был первым из журналистов в стране, которые наладили прямую трансляцию спортивных событий для телезрителей страны.
Он занимался журналисткой деятельностью в течение 42 лет, пока не ушёл на пенсию.

### Смерть
Скончался 14 сентября 2023 года в Копенгагене на 87-м году жизни.

## Достижения
«Рейкьявик»
- Чемпион Исландии (5): 1959, 1961, 1963, 1965, 1968
- Обладатель Кубка Исландии (7): 1960, 1961, 1962, 1963, 1964, 1966, 1967